# N336 (België)
De N336 is een gewestweg in België tussen Ieper (N8) en de Franse grens bij Waasten, waar de weg over gaat in de D108. De weg heeft een lengte van ongeveer 13 kilometer.
De gehele weg bestaat uit twee rijstroken voor beide rijrichtingen samen.

## Plaatsen langs N336
- Ieper
- Sint-Elooi
- Oosttaverne
- Waasten